# Okresní soud v Rychnově nad Kněžnou
Okresní soud v Rychnově nad Kněžnou je okresní soud se sídlem v Rychnově nad Kněžnou, jehož odvolacím soudem je Krajský soud v Hradci Králové. Rozhoduje jako soud prvního stupně ve všech trestních a civilních věcech, ledaže jde o specializovanou agendu (nejzávažnější trestné činy, insolvenční řízení, spory ve věcech obchodních korporací, hospodářské soutěže, duševního vlastnictví apod.), která je svěřena krajskému soudu.
Soud se nachází ve starší budově (z roku 1939) s bezbariérovým přístupem na Svatohavelské ulici, detašované pracoviště (pro věci dědické a exekuční) sídlí v budově bývalé okresní vojenské správy na Poláčkově náměstí.

## Soudní obvod

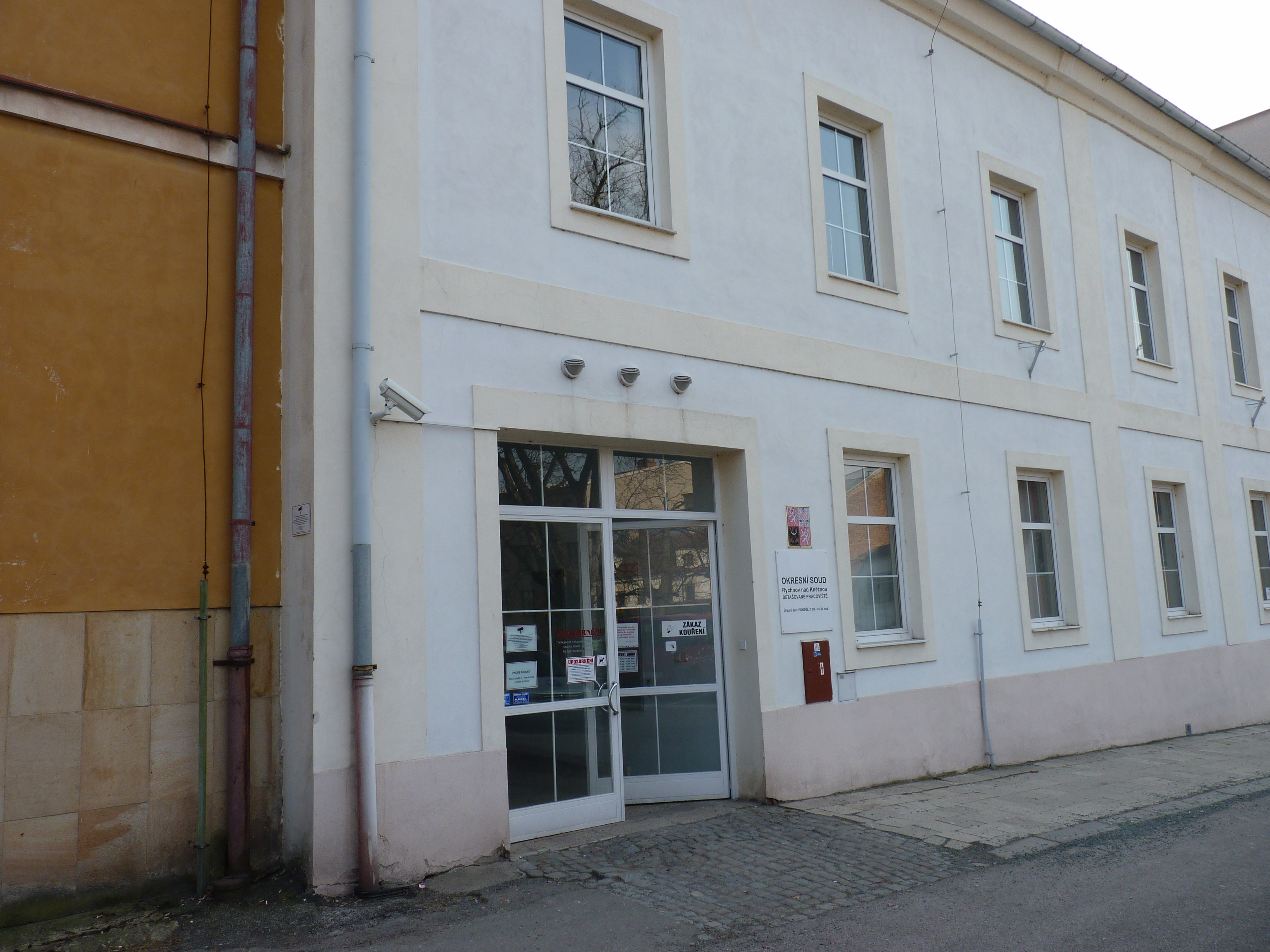
Budova detašovaného pracoviště soudu

Obvod Okresního soudu v Rychnově nad Kněžnou se zcela neshoduje s okresem Rychnov nad Kněžnou, patří do něj území všech těchto obcí:
Albrechtice nad Orlicí •
Bačetín •
Bartošovice v Orlických horách •
Bílý Újezd •
Bohdašín •
Bolehošť •
Borohrádek •
Borovnice •
Bystré •
Byzhradec •
Častolovice •
Čermná nad Orlicí •
Černíkovice •
České Meziříčí •
Čestice •
Deštné v Orlických horách •
Dobré •
Dobruška •
Dobřany •
Doudleby nad Orlicí •
Hřibiny-Ledská •
Chleny •
Chlístov •
Jahodov •
Janov •
Javornice •
Jílovice •
Kostelec nad Orlicí •
Kostelecké Horky •
Kounov •
Králova Lhota •
Krchleby •
Kvasiny •
Ledce •
Lhoty u Potštejna •
Libel •
Liberk •
Lično •
Lípa nad Orlicí •
Lukavice •
Lupenice •
Mokré •
Nová Ves •
Očelice •
Ohnišov •
Olešnice •
Olešnice v Orlických horách •
Opočno •
Orlické Záhoří •
Osečnice •
Pěčín •
Podbřezí •
Pohoří •
Polom •
Potštejn •
Proruby •
Přepychy •
Rohenice •
Rokytnice v Orlických horách •
Rybná nad Zdobnicí •
Rychnov nad Kněžnou •
Říčky v Orlických horách •
Sedloňov •
Semechnice •
Skuhrov nad Bělou •
Slatina nad Zdobnicí •
Sněžné •
Solnice •
Svídnice •
Synkov-Slemeno •
Trnov •
Třebešov •
Tutleky •
Týniště nad Orlicí •
Val •
Vamberk •
Voděrady •
Vrbice •
Vysoký Újezd •
Záměl •
Zdelov •
Zdobnice •
Žďár nad Orlicí